# Looking for Mr. Goodbar
Looking for Mr. Goodbar (titulada Buscando al señor Goodbar en España y Buscando a Mr. Goodbar en Hispanoamérica) es una película estadounidense de 1977, escrita y dirigida por Richard Brooks. Está basada en una novela homónima (1975) de Judith Rossner, a su vez inspirada en el asesinato en 1973 de la maestra de escuela de la ciudad de Nueva York Roseann Quinn, que llevaba una especie de doble vida.

## Argumento
En Chicago, tras una breve relación sentimental con un colega, Theresa Dunn (Diane Keaton), víctima de una inmovilizante escoliosis durante su infancia, decide independizarse de su opresiva, religiosa y tradicional familia. Así comienza una metamorfosis que hace de ella una compasiva profesora de niños sordos durante el día y una mujer que busca toda clase de placeres nocturnos por los tugurios de la ciudad, cruzándose con todo tipo de chiflados (un profesor casado que se acuesta con sus alumnas, un gigoló violento y desequilibrado que toma drogas, un chapero ex presidiario, agresivo, machista, trastornado e incapaz de asumir su propia homosexualidad...) mientras busca a su hombre ideal, al que ha puesto incluso un nombre, mister Goodbar. Pero en este proceso, en el que intenta imposiblemente conciliar las dos caras diurna y nocturna de la única vida que va pasando, acabará siendo una víctima más.

## Reparto
- Diane Keaton como Theresa Dunn
- Tom Berenger como Gary
- Tuesday Weld como Catherine Dunn, hermana "perfecta" de Theresa
- William Atherton como James
- Richard Kiley como señor Dunn
- Priscila Pointer como señora Dunn
- Alain Feinstein como Martin
- Richard Gere como Tony
- Alexander Courtney como Arthur
- Richard Bright como George
- Brian Dennehy como cirujano
- Richard Venture como doctor
- LeVar Burton como capitán Jackson
- Julius Harris como Black Cat
- Joel Fabiani como Barney
- Elizabeth Cheshire como Theresa Dunn joven

## Recepción
La película fue un éxito comercial y recaudó 22,5 millones de dólares habiendo costado solo 2,5 millones, pero la crítica la acogió con reservas debido a la dureza y amargura de su crítica y al abundante uso de la elipsis, aunque elogió de forma unánime la interpretación de Diane Keaton y un final que "deja temblando". La película impulsó la carrera de los jóvenes actores Richard Gere, LeVar Burton y Tom Berenger. 

## Análisis
Muy perturbadora, incluso en la época actual, ofrece una visión nocturna de los años setenta con bares para singles, disco-clubs y after hours dance clubs que permanecían abiertos hasta el amanecer, una era del amor libre de una noche que disfrutaban tanto hombres como mujeres hasta que el SIDA acabó con ella. Su estética naturalista dura y sin concesiones, y su ritmo frenético y abrupto, ofrecen un descarnado retrato, feminista, amargo y nada complaciente, de la evolución de una ingenua mujer, Theresa Dunn, desde la pérdida de su inocencia en busca de la libertad, a la corrupción, así como una gran galería de personajes muy bien definidos y al borde de la locura de la sociedad de los años setenta. Kate, al contrario que la protagonista, su hermana Theresa, va liberándose progresivamente de su dependencia respecto a individuos del sexo opuesto y se revela como una mujer fuerte, capaz de ejercer el autocontrol y tomar las riendas de su vida al seguir adelante sola con un embarazo no deseado. Theresa, sin embargo, asume pronto un rol masculino y, junto a él, un machismo transpuesto al ámbito femenino; con su esterilización voluntaria persigue la asunción del control de su sexualidad.
El tema principal es la sustitución de las relaciones humanas por meras relaciones de consumo, incluso en el sexo sin amor, reduciéndose los sentimientos a simple papel mojado. Se tratan así los temas de la soledad, la desorientación, la incomunicación, la necesidad de afecto, el sexo, la represión, la violencia, la esquizofrenia, los conflictos generacionales entre padres e hijos, el conservadurismo moral y religioso, el culto narcisista a la imagen y al cuerpo… En pocas ocasiones se han mostrado con tanta lucidez las contradicciones del mundo socialmente hipócrita en el que se desarrolla la acción, los males endémicos de la sociedad occidental y la lucha de las mujeres por conseguir su total emancipación. En ese sentido, sus últimos y crueles diez minutos ostentan una pegada inolvidable.
El análisis de un psiquiatra determinó que la conducta de Theresa era un ejemplo clásico de trastorno límite de la personalidad.

## Banda sonora
La rica banda sonora del filme incluye mucha música disco de los setenta, en especial varias canciones de Donna Summer, Carol Connors y Bill Withers, y sueltas de Diana Ross, Thelma Houston, Commodores, The O'Jays y Boz Scaggs. Columbia Records (JS 35029) lanzó un álbum con su banda sonora original.

## Galardones
Recibió dos nominaciones a los premios Óscar de 1977: a mejor actriz de reparto (Tuesday Weld) y fotografía (William Fraker). También en ese año fue nominada a los Globos de Oro en la categoría de mejor actriz en drama (Diane Keaton), nominación repetida simplemente a mejor actriz por el Círculo de Críticos de Nueva York. En cuanto a su guion, fue nominado por el Sindicato de Guionistas (WGA) en la categoría de mejor guion adaptado de drama.